# Jókai utca
Pour les articles homonymes, voir Jókai.
Jókai utca est une rue de Budapest, située dans le quartier de Terézváros (6e arrondissement).